# Egybolis
Egybolis là một chi bướm đêm thuộc họ Noctuidae.

## Các loài tiêu biểu
- Egybolis vaillantina Stoll, 1790